# Степаневка
Степаневка — хутор в Калачёвском районе Волгоградской области России. Входит в состав Бузиновского сельского поселения.

## История
В «Списке населённых мест Земли Войска Донского», изданном в 1864 году, населённый пункт упомянут как владельческий посёлок Верхне-Царицынский (Степаненков) в составе юрта станицы Пятиизбянской Второго Донского округа, при речке Донская Царица, расположенный в 72,5 верстах от окружной станицы Нижне-Чирской. В Верхне-Царицынском имелось 5 дворов и проживало 86 жителей (49 мужчин и 37 женщин).

Согласно Списку населённых мест Области Войска Донского по переписи 1873 года в населённом пункте насчитывалось 23 двора и проживало 97 душ мужского и 84 женского пола.

В 1921 году в составе Второго Донского округа включен в состав Царицынской губернии. По состоянию на 1933 год хутор являлся административным центром и единственным населённым пунктом Верхне-Царицынского сельсовета Калачёвского района Нижне-Волжского края.
На основании Указа Президиума ВС РСФСР от 18 июня 1954 года № 744/83 «Об объединении сельских Советов Сталинградской области» Верхне-Царицынский был включён в состав Бузиновского сельсовета. Современное название начинает упоминаться в нормативных актах с 1964 года.

## География
Хутор находится в южной части Волгоградской области, на левом берегу реки Донская Царица, на расстоянии примерно 38 километров (по прямой) к юго-востоку от города Калач-на-Дону, административного центра района. Абсолютная высота — 85 метров над уровнем моря.

Климат классифицируется как влажный континентальный с тёплым летом (согласно классификации климатов Кёппена — Dfa).
Часовой пояс
Хутор Степаневка, как и вся Волгоградская область, находится в часовой зоне МСК (московское время). Смещение применяемого времени относительно UTC составляет +3:00.

## Население
| 2010 |
| ---- |
| 228  |

Гендерный состав
По данным Всероссийской переписи населения 2010 года в гендерной структуре населения мужчины составляли 46,9 %, женщины — соответственно 53,1 %.
Национальный состав
Согласно результатам переписи 2002 года, в национальной структуре населения русские составляли 89 %.

## Инфраструктура
В Степаневке функционируют начальная школа, сельский дом культуры, фельдшерско-акушерский пункт и отделение Почты России.

## Улицы
Уличная сеть хутора состоит из шести улиц и одного переулка.